# Vincent A. Taylor

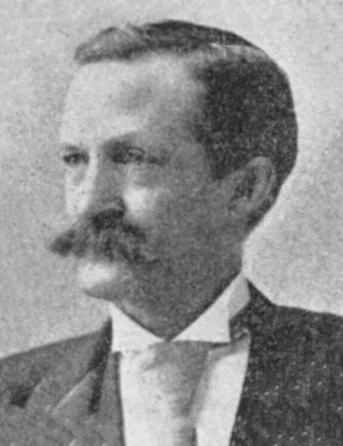
Vincent A. Taylor

Vincent Albert Taylor (* 6. Dezember 1845 in Bedford, Ohio; † 2. Dezember 1922 ebenda) war ein US-amerikanischer Politiker der Republikanischen Partei. Vom 4. März 1891 bis 3. März 1893 war er Mitglied des Repräsentantenhauses der Vereinigten Staaten für den 20. Kongressdistrikt des Bundesstaates Ohio.

## Biografie
Taylor wurde in Bedford geboren, wo er seine Kindheit verbrachte und die Schulen besuchte. Während des Sezessionskrieges diente er auf Seiten der Nordstaaten. Nach Ende des Krieges kehrte nach Bedford zurück, wo er die Firma seines Vaters übernahm, die Taylor Chair Company, ein Möbelhersteller. Zwischen 1888 und 1890 saß er im Senat von Ohio. 
Bei den Kongresswahlen 1890 wurde er als Vertreter des 20. Wahlbezirks von Ohio ins US-Repräsentantenhaus nach Washington, D.C. gewählt. Seinen Wahlbezirk vertrat er dort eine Legislaturperiode lang. 1892 wurde er nicht mehr nominiert. Fortan war Taylor bis zu seinem Tod in der Firma tätig. Er starb 1922 in seiner Geburtsstadt, wo er auch beigesetzt wurde. Taylor war mit Clara verheiratet.